# Joan Guerrero
Juan Guerrero Luque (Tarifa, 21 de marzo de 1940-2 de abril de 2024) fue un fotógrafo español, nacido en Andalucía pero afincado desde la juventud en la localidad catalana de Santa Coloma de Gramanet, cuyo trabajo fotoperiodístico mantiene un emotivo trasfondo poético y social. Ha trabajado para periódicos como El Periódico de Catalunya, El Diario de Barcelona, El País o El Observador.

## Biografía
Anduvo fascinado con la fotografía desde su Tarifa natal, jugando a encuadrar a sus amigos con una caja de cerillas en la playa. Su primera cámara fotográfica, una Voigtländer,  tuvo que venderla para poderse pagar el viaje a Cataluña. El primer año vivió en Barcelona y posteriormente en  Santa Coloma de Gramanet, ciudad a la que llegó con poco más de veinte años  y en la que se afincó. Antes de esto su familia se mudó a Puerto Real.
Una vez en Cataluña al principio realizó diversos trabajos de peón, construyendo carreteras, en una fábrica de maderas, en una fundición, en Gráficas Industriales, editora del periódico El Correo Catalán, etc. El año 1969 comenzó a trabajar para la revista Grama escribiendo sobre su admirado cine europeo en blanco y negro de la posguerra.
Finalmente adoptaría como nombre Joan Guerrero y para los años 70 ya era un considerado fotoperiodista, no solo en el entorno de Barcelona, con un importante compromiso social. Su mirada comprometida impregna tanto sus trabajos hechos en Santa Coloma o en el barrio de la Mina, en el Raval de Barcelona, como los hechos en destinos más lejanos como Latinoamérica.

## Libros (selección)
- 1982.Santa Coloma en el corazón.
- 1986.Imatges i paraules.
- 1989.Barcelona, la construcció d'una ciutat.
- 1992.Santa Coloma, entre la vida y la vida.[7]
- 1995.El parc.
- 1998.Outerelo.
- 1999.La tierra amiga.
- 1999.Barcelona, les cases barates, amb el fotògraf Martí Gasull.
- 2005. Los ojos de los pobres. Con textos de Pere Casaldáliga. Edicions 62[8][9]
- 2005.Miradas a la educación que queremos, amb Joan Domenech.
- 2006.Els ulls i la paraula.
- 2006.La mirada estética.
- 2014.Milagro en Barcelona,(sobre la nueva inmigración en Barcelona). Con textos de Javier Pérez Andújar

- 2015.Lamento borincano.
- 2016.Casaldàliga. Poemas de Pere Casaldàliga y fotografías de Joan Guerrero. Editorial Claret 2016.
- 2017. Gràcies. El cant espiritual de Joan Maragall.
- 2019. Zapatos rotos"
- 2020. Poderoses.
- 2021. Cara Terra-Estimada Terra.
- 2023. El viejo agradecido.

## Exposiciones (selección)
A lo largo de su trayectoria Joan Guerrero ha realizado decenas de exposiciones, tanto individuales como colectivas, algunas de ellas homenaje a poetas que admira como Miguel Hernández o Antonio Machado.
- 2015. Visions (sobre los indígenas de Ecuador). Sala Barcelona.[13][14][15][16]
- 2014. Un día una Foto. Centro Arts Santa Mónica. Barcelona[17]

## Premios y reconocimientos
- 2014. ‘’La caja de cerillas’’, documental de David Airob[18][19]
- 2009. ‘’Medalla de Oro al Mérito Artístico’’ del Ayuntamiento de Barcelona.
- 2017. Nombrado socio honorífico de Associació Colomenca d'Aficionats a la Fotografia[20]